# 大潮清治郎
大潮 清治郎（おおしお せいじろう、1900年8月11日 - 1979年3月29日）は、福岡県三潴郡（現在の大川市）出身で陸奥部屋に所属した大相撲力士。本名は石橋 清治郎（いしばし せいじろう）。現役時代の体格は身長184cm、体重116kg。得意手は右四つ、寄り。最高位は東関脇。二枚鑑札で年寄・陸奥を襲名。

## 来歴
陸奥部屋に入門、1919年1月場所に初土俵を踏む。入門も遅かったこともあって、昇進もゆっくりで、新十両が1928年3月、新入幕は1932年1月場所で、すでに30歳を超えていた。その新入幕の場所に春秋園事件が起こり、多くの力士が脱退したが、彼は残留し、その結果いきなり東前頭2枚目と幕内上位に進出することになった（事件前の番付は東前頭12枚目だった）。そこでもよく健闘し、5月には小結に昇進した。その後、関脇に達し、右四つから寄る正攻法の相撲で長く上位で活躍した。典型的な大器晩成で息の長い活躍を見せ、1940年1月場所6日目、横綱男女ノ川を降して金星を挙げた時の年齢は39歳5ヶ月で、これは2025年7月場所で玉鷲が40歳8ヶ月で横綱大の里に勝利するまで、昭和以降の金星獲得最年長記録であった。1941年5月場所限りで現役を退いたが、その時は40歳を過ぎていた。人柄良く風格を湛えた土俵態度で力士からの人望も集めた。
現役中の1937年から二枚鑑札で年寄・陸奥を襲名し、陸奥部屋を率いて、若潮を幕内に育てた。現役最後の場所は若潮新入幕の場所でもあり、師弟そろっての幕内土俵入りという偉業をなしとげた。引退後は1960年に部屋を閉じて、同系統で対戦のなかった錦島部屋に移籍、錦島部屋の消滅後（1964年）は時津風部屋に移り、1965年に停年を迎えた。

## 主な成績
- 通算成績：238勝250敗2分37休 勝率.488
- 幕内成績：97勝134敗35休 勝率.420
- 現役在位：59場所
- 幕内在位：23場所
- 三役在位：5場所（関脇1場所、小結4場所）
- 金星：3個（玉錦1個・武藏山1個・男女ノ川1個）
- 各段優勝
  - 十両優勝：1回 (1931年5月場所)
  - 幕下優勝：1回 (1929年3月場所)

### 場所別成績
| 1919年 （大正8年） | （前相撲）              | x                   | （前相撲）                  | x                |
| 1920年 （大正9年） | （前相撲）              | x                   | 新序 0–3                    | x                |
| 1921年 （大正10年） | 西序ノ口9枚目 2–1       | x                   | 西序二段38枚目 3–2          | x                |
| 1922年 （大正11年） | 西序二段5枚目 3–1 (1分) | x                   | 西三段目24枚目 4–1          | x                |
| 1923年 （大正12年） | 西幕下37枚目 6–4        | x                   | 東幕下26枚目 2–4            | x                |
| 1924年 （大正13年） | 東三段目筆頭 4–1        | x                   | 西幕下16枚目 4–2            | x                |
| 1925年 （大正14年） | 東幕下5枚目 2–4         | x                   | 西幕下15枚目 3–2(1分)       | x                |
| 1926年 （大正15年） | 西幕下7枚目 4–2         | x                   | 東幕下4枚目 2–4             | x                |
| 1927年 （昭和2年） | 西幕下18枚目 3–3        | 西幕下18枚目 4–2    | 西幕下17枚目 4–2            | 東幕下12枚目 5–1 |
| 1928年 （昭和3年） | 東幕下4枚目 4–2         | 東十両8枚目 4–7     | 西十両7枚目 4–5–2           | 西十両7枚目 5–6  |
| 1929年 （昭和4年） | 西幕下筆頭 6–2          | 西幕下筆頭 優勝 7–1 | 西十両5枚目 6–5             | 西十両5枚目 7–4  |
| 1930年 （昭和5年） | 西十両2枚目 2–9         | 西十両2枚目 5–6     | 西十両10枚目 6–5            | 西十両10枚目 7–4 |
| 1931年 （昭和6年） | 西十両4枚目 5–6         | 西十両4枚目 3–8     | 東十両2枚目 優勝 8–3        | 東十両2枚目 7–4  |
| 1932年 （昭和7年） | 東前頭2枚目 5–3         | 東前頭2枚目 4–6     | 西小結 1–6–4                | 西小結 0–6–5     |
| 1933年 （昭和8年） | 西前頭4枚目 6–5         | x                   | 東前頭3枚目 6–5             | x                |
| 1934年 （昭和9年） | 西小結 3–8              | x                   | 東前頭5枚目 5–6             | x                |
| 1935年 （昭和10年） | 西前頭6枚目 8–3         | x                   | 東前頭2枚目 7–4 ★           | x                |
| 1936年 （昭和11年） | 東関脇 1–10             | x                   | 西前頭5枚目 7–4             | x                |
| 1937年 （昭和12年） | 西小結 0–0–11           | x                   | 東前頭8枚目 7–6             | x                |
| 1938年 （昭和13年） | 東前頭3枚目 4–9 ★       | x                   | 東前頭6枚目 6–7             | x                |
| 1939年 （昭和14年） | 東前頭7枚目 5–8         | x                   | 西前頭11枚目 8–7            | x                |
| 1940年 （昭和15年） | 東前頭4枚目 8–7 ★       | x                   | 東前頭筆頭 3–12             | x                |
| 1941年 （昭和16年） | 西前頭11枚目 0–4–11     | x                   | 西張出前頭21枚目 引退 3–8–4 | x                |
| 各欄の数字は、「勝ち-負け-休場」を示す。 優勝 引退 休場 十両 幕下 三賞：敢=敢闘賞、殊=殊勲賞、技=技能賞 その他：★=金星 番付階級：幕内 - 十両 - 幕下 - 三段目 - 序二段 - 序ノ口 幕内序列：横綱 - 大関 - 関脇 - 小結 - 前頭（「#数字」は各位内の序列） |                         |                     |                             |                  |

- 1932年1月番付では東前頭12枚目

### 幕内対戦成績
| 力士名   | 勝数 | 負数 | 力士名         | 勝数 | 負数 | 力士名   | 勝数 | 負数 | 力士名 | 勝数 | 負数 |
| -------- | ---- | ---- | -------------- | ---- | ---- | -------- | ---- | ---- | ------ | ---- | ---- |
| 青葉山   | 0    | 1    | 安藝ノ海       | 1    | 4    | 旭川     | 3    | 2    | 綾川   | 1    | 2    |
| 綾昇     | 2    | 6    | 綾若           | 2    | 3    | 一渡     | 1    | 0    | 五ツ嶋 | 1    | 1    |
| 大浪     | 2    | 2    | 大八洲         | 0    | 1    | 沖ツ海   | 0    | 3    | 海光山 | 3    | 0    |
| 鏡岩     | 0    | 1    | 笠置山         | 2    | 4    | 鹿嶋洋   | 2    | 4    | 金湊   | 0    | 1    |
| 九州山   | 2    | 2    | 錦華山         | 1    | 0    | 古賀ノ浦 | 0    | 1    | 駒ノ里 | 3    | 3    |
| 相模川   | 2    | 1    | 四海波         | 1    | 0    | 清水川   | 0    | 6    | 新海   | 3    | 4    |
| 神東山   | 1    | 0    | 大邱山         | 7    | 4    | 鷹城山   | 1    | 0    | 髙登   | 2    | 2    |
| 寳川     | 1    | 1    | 楯甲           | 0    | 2    | 玉錦     | 1    | 7    | 玉ノ海 | 0    | 1    |
| 出羽ヶ嶽 | 2    | 1    | 出羽ノ花       | 6    | 2    | 出羽湊   | 2    | 4    | 土州山 | 1    | 0    |
| 富ノ山   | 1    | 0    | 灘ノ花         | 1    | 0    | 能代潟   | 1    | 3(1) | 幡瀬川 | 2    | 4    |
| 磐石     | 0    | 2    | 番神山         | 0    | 2    | 肥州山   | 0    | 6    | 藤ノ里 | 2    | 3(1) |
| 双葉山   | 2    | 3    | 防長山         | 1    | 0    | 前田山   | 0    | 3    | 増位山 | 0    | 1    |
| 松ノ里   | 1    | 0    | 松前山         | 1    | 0    | 男女ノ川 | 1    | 7    | 武藏山 | 2    | 5    |
| 八方山   | 1    | 0    | 倭岩           | 0    | 1    | 大和錦   | 2    | 2    | 吉野岩 | 2    | 1    |
| 吉野山   | 2    | 0    | 龍王山(竜王山) | 4    | 2    | 両國     | 7    | 5    | 和歌嶋 | 4    | 2    |
| 若瀬川   | 2    | 0    | 若葉山         | 1    | 4(1) |          |      |      |        |      |      |